# الحايلة السفلى (الحيمة الخارجية)

تعديل مصدري - تعديل

الحايلة السفلى هي إحدى قرى عزلة السدس بمديرية الحيمة الخارجية التابعة لمحافظة صنعاء، بلغ تعداد سكانها 114 نسمة حسب تعداد اليمن لعام 2004.